# Hroznový olej

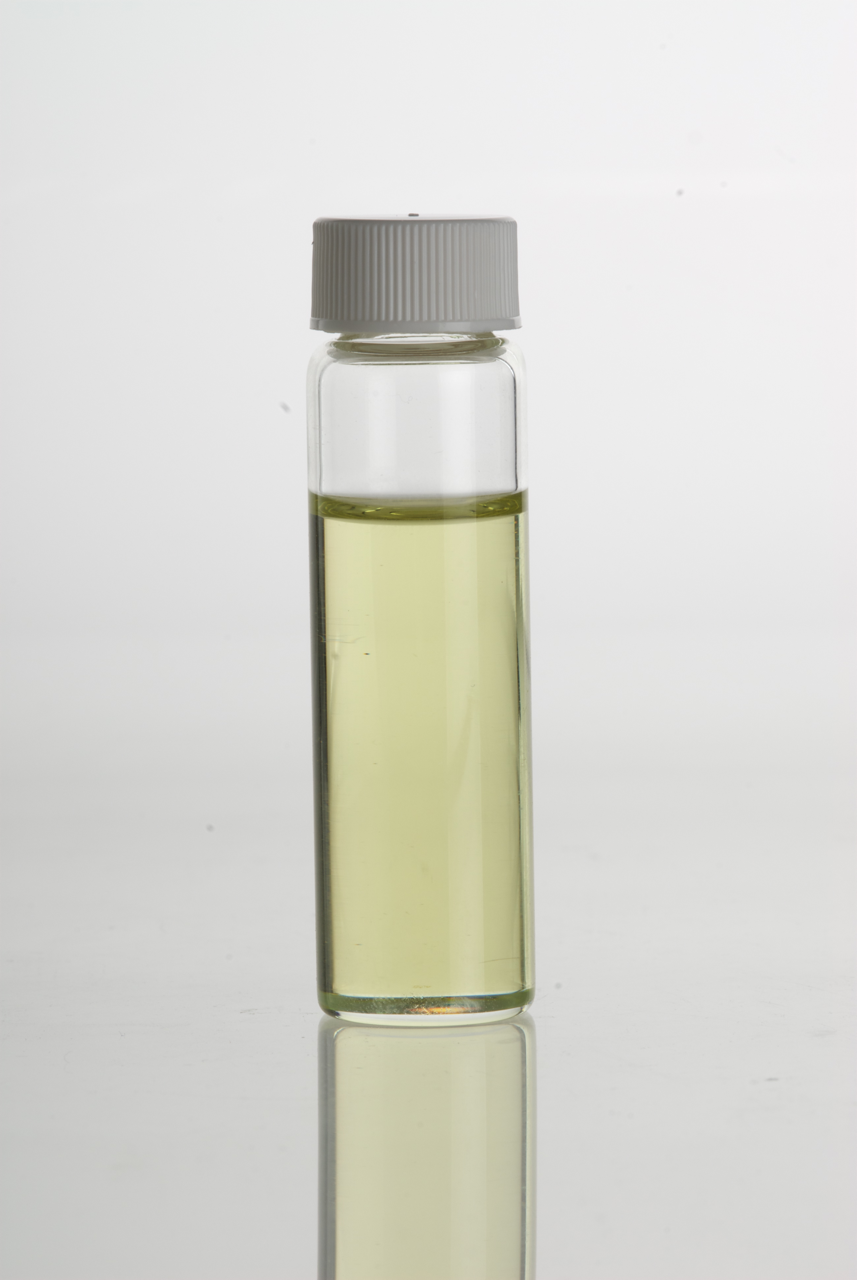
Hroznový olej

Hroznový olej neboli olej z hroznových jader, případně vinný olej je rostlinný olej lisovaný z peciček révy vinné, které jsou odpadním produktem při výrobě vína. Používá se v kuchyni a kosmetice. V kosmetice se používá už od středověku.
Vyrábí se lisováním za studena nebo tepla či rafinací. Na jeden litr oleje je třeba asi 40 kilogramů zrníček, což odpovídá asi dvěma tunám hroznů.